# Associazione Calcio Cesena 1988-1989
Questa voce raccoglie le informazioni riguardanti l'Associazione Calcio Cesena nelle competizioni ufficiali della stagione 1988-1989.

## Stagione
Nella stagione 1988-1989 la squadra romagnola è riuscita a confermare sulla panchina bianconera, il promettente tecnico Alberto Bigon, tra i maggiori artefici della salvezza ottenuta pochi mesi prima, ma non la stella della squadra, il giovane Ruggiero Rizzitelli attirato dalle sirene della Roma, che lo preso nell'ambito di un'operazione che ha dato al Cesena, oltre a un conguaglio in denaro, anche il gradito ritorno di Massimo Agostini dopo un biennio giocato nella Capitale, in questa stagione realizza 12 reti.
La squadra ha chiuso il campionato al 10º posto, peggiorando certo il piazzamento in classifica rispetto a dodici mesi prima, ma ottenendo comunque il prestigioso obiettivo della salvezza. Da ricordare e passata agli annali, la storica vittoria al Manuzzi, dell'8 gennaio 1989 contro gli scudettati uscenti del Milan (1-0): i rossoneri di Arrigo Sacchi, di li a pochi mesi pronti a laurearsi campioni d'Europa, furono battuti a sorpresa da una rete al 69' dello svedese Hans Holmqvist, neoacquisto della stagione bianconera.
Nella Coppa Italia il Cesena disputa prima del campionato il secondo girone di qualificazione, ottenendo con il terzo posto dietro a Torino ed Udinese, il passaggio alla seconda fase.
Nel secondo girone della seconda fase i bianconeri vincono con il Modena, pareggiano con il Lecce e perdono (2-0) con il Napoli di Maradona, che passa ai quarti di finale.

## Divise e sponsor
Lo sponsor tecnico per la stagione 1988-1989 fu adidas, mentre lo sponsor ufficiale fu Orogel.
| Casa | Trasferta |

## Organigramma societario
Area direttiva
- Presidente: Edmeo Lugaresi
- Segretario: Gabriele Valentini

Area tecnica
- Direttore sportivo: Pier Luigi Cera
- Allenatore: Alberto Bigon

## Rosa

Da sinistra: Sebastiano Rossi e Roberto Bordin, pluripresenti della stagione, qui controllano il granata Ezio Rossi nella trasferta di Torino del 6 novembre 1988

| N. |                       | Ruolo | Calciatore            |
| -- | --------------------- | ----- | --------------------- |
|    | Italia (bandiera)     | P     | Roberto Aliboni       |
|    | Italia (bandiera)     | P     | Sebastiano Rossi      |
|    | Italia (bandiera)     | D     | Roberto Bordin        |
|    | Italia (bandiera)     | D     | Fabio Calcaterra      |
|    | Italia (bandiera)     | D     | Roberto Chiti         |
|    | Italia (bandiera)     | D     | Agatino Cuttone       |
|    | Italia (bandiera)     | D     | Gianni Flamigni       |
|    | Italia (bandiera)     | D     | Enzo Gambaro          |
|    | Italia (bandiera)     | D     | Ezio Gelain           |
|    | Jugoslavia (bandiera) | D     | Davor Jozić           |
|    | Italia (bandiera)     | D     | Bruno Limido          |
|    | Italia (bandiera)     | C     | Gianbattista Scugugia |
|    | Italia (bandiera)     | C     | Pietro Turci          |

| N. |                   | Ruolo | Calciatore                   |
| -- | ----------------- | ----- | ---------------------------- |
|    | Italia (bandiera) | C     | Fabio Aselli                 |
|    | Italia (bandiera) | C     | Giovanni Bosi                |
|    | Italia (bandiera) | C     | Odoacre Chierico             |
|    | Italia (bandiera) | C     | Andrea Del Bianco            |
|    | Italia (bandiera) | C     | Sergio Domini                |
|    | Svezia (bandiera) | C     | Hans Holmqvist               |
|    | Italia (bandiera) | C     | Gianluca Leoni               |
|    | Italia (bandiera) | C     | Filippo Masolini             |
|    | Italia (bandiera) | C     | Adriano Piraccini (capitano) |
|    | Italia (bandiera) | A     | Massimo Agostini             |
|    | Italia (bandiera) | A     | Cristian Casadei             |
|    | Italia (bandiera) | A     | Pasquale Traini              |

## Calciomercato
| Acquisti         | Acquisti              | Acquisti   | Acquisti      |
| R.               | Nome                  | da         | Modalità      |
| ---------------- | --------------------- | ---------- | ------------- |
| C                | Sergio Domini         | Roma       | definitivo    |
| C                | Bruno Limido          | Lecce      | definitivo    |
| D                | Ezio Gelain           | Empoli     | definitivo    |
| C                | Adriano Piraccini     | Inter      | definitivo    |
| D                | Roberto Chiti         | Pisa       | definitivo    |
| A                | Massimo Agostini      | Roma       | definitivo    |
| D                | Fabio Calcaterra      | Inter      | definitivo    |
| C                | Filippo Masolini      | Modena     | definitivo    |
| C                | Odoacre Chierico      | Udinese    | definitivo    |
| A                | Hans Holmqvist        | Young Boys | definitivo    |
| P                | Alberto Fontana       | SPAL       | fine prestito |
| Altre operazioni |                       |            |               |
| R.               | Nome                  | da         | Modalità      |
| P                | Roberto Aliboni       | Prato      | definitivo    |
| D                | Gianbattista Scugugia | Olbia      | definitivo    |
| C                | Luca Giunchi          | Frosinone  | fine prestito |

| Cessioni         | Cessioni               | Cessioni    | Cessioni   |
| R.               | Nome                   | a           | Modalità   |
| ---------------- | ---------------------- | ----------- | ---------- |
| A                | Ruggiero Rizzitelli    | Roma        | definitivo |
| C                | Dario Sanguin          | Modena      | definitivo |
| P                | Alberto Fontana        | SPAL        | prestito   |
| A                | Giampaolo Ceramicola   | Ancona      | definitivo |
| C                | Alberto Cavasin        | Padova      | definitivo |
| C                | Agostino Di Bartolomei | Salernitana | definitivo |
| C                | Alessandro Bianchi     | Inter       | definitivo |
| C                | Giuseppe Lorenzo       | Bologna     | definitivo |
| P                | Michele Armenise       | Bari        | definitivo |
| A                | Giuseppe Angelini      | Padova      | prestito   |
| Altre operazioni |                        |             |            |
| R.               | Nome                   | a           | Modalità   |
| P                | Gianni Flamigni        | Parma       | definitivo |
| D                | Luca Giunchi           | Trento      | prestito   |
| D                | Gianluca Ricci         | Gubbio      | definitivo |

## Risultati

### Serie A

#### Girone d'andata
| Cesena 9 ottobre 1988 1ª giornata | Cesena              | 0 – 0 | Lazio | Stadio Dino Manuzzi\| Arbitro: \| Amendolia (Messina) \| |
| Arbitro:                          | Amendolia (Messina) |       |       |                                                          |

| Arbitro: | Longhi (Roma) |

|                                    |           |                        |
| Zavarov 27’ De Agostini 41’ (rig.) | Marcatori | 35’ Domini 81’ Cuttone |

| Arbitro: | Magni (Bergamo) |

|  |           |                                               |
|  | Marcatori | 20’ (aut.) Piraccini 32’ Baggio 70’ Borgonovo |

| Arbitro: | Lo Bello (Siracusa) |

|  |           |                  |
|  | Marcatori | 15’ A. Carnevale |

| Arbitro: | Luci (Firenze) |

|                          |           |  |
| Müller 47’ Bresciani 79’ | Marcatori |  |

| Arbitro: | Pezzella (Frattamaggiore) |

|                 |           |          |
| M. Agostini 87’ | Marcatori | 64’ Nela |

| Arbitro: | Amendolia (Messina) |

|             |           |  |
| Matteoli 1’ | Marcatori |  |

| Arbitro: | Lanese (Messina) |

|                            |           |  |
| Domini 17’ M. Agostini 26’ | Marcatori |  |

| Arbitro: | Luci (Firenze) |

|                        |           |            |
| Giovannelli 72’ (rig.) | Marcatori | 66’ Aselli |

| Cesena 18 dicembre 1988 10ª giornata | Cesena             | 0 – 0 | Atalanta | Stadio Dino Manuzzi\| Arbitro: \| Di Cola (Avezzano) \| |
| Arbitro:                             | Di Cola (Avezzano) |       |          |                                                         |

| Arbitro: | Paparesta (Bari) |

|                                             |           |  |
| Gasperini 50’ (rig.), 85’ (rig.) Pagano 79’ | Marcatori |  |

| Arbitro: | Pezzella (Frattamaggiore) |

|               |           |  |
| Holmqvist 69’ | Marcatori |  |

| Verona 15 gennaio 1989 13ª giornata | Verona        | 0 – 0 | Cesena | Stadio Marcantonio Bentegodi\| Arbitro: \| Longhi (Roma) \| |
| Arbitro:                            | Longhi (Roma) |       |        |                                                             |

| Arbitro: | Fabricatore (Roma) |

|          |           |  |
| Been 54’ | Marcatori |  |

| Arbitro: | Quartuccio (Torre Annunziata) |

|                                |           |                                     |
| Leoni 45’ Jozić 56’ Bordin 70’ | Marcatori | 9’ P. Benedetti 35’ (rig.) Pasculli |

| Como 5 febbraio 1989 16ª giornata | Como                | 0 – 0 | Cesena | Stadio Giuseppe Sinigaglia\| Arbitro: \| Coppetelli (Tivoli) \| |
| Arbitro:                          | Coppetelli (Tivoli) |       |        |                                                                 |

| Cesena 12 febbraio 1989 17ª giornata | Cesena          | 0 – 0 | Sampdoria | Stadio Dino Manuzzi\| Arbitro: \| Magni (Bergamo) \| |
| Arbitro:                             | Magni (Bergamo) |       |           |                                                      |

#### Girone di ritorno
| Roma 19 febbraio 1989 18ª giornata | Lazio            | 0 – 0 | Cesena | Stadio Olimpico\| Arbitro: \| D'Elia (Salerno) \| |
| Arbitro:                           | D'Elia (Salerno) |       |        |                                                   |

| Arbitro: | Agnolin (Bassano del Grappa) |

|                 |           |                     |
| M. Agostini 89’ | Marcatori | 47’, 85’ Rui Barros |

| Arbitro: | Coppetelli (Tivoli) |

|                                         |           |            |
| Baggio 54’, 89’ Dunga 71’ Borgonovo 84’ | Marcatori | 47’ Limido |

| Arbitro: | Di Cola (Avezzano) |

|                  |           |  |
| Chiti 80’ (aut.) | Marcatori |  |

| Arbitro: | Magni (Bergamo) |

|                                           |           |                             |
| Bordin 25’ Calcaterra 55’ M. Agostini 68’ | Marcatori | 9’ Müller 87’ (aut.) Gelain |

| Arbitro: | Pezzella (Frattamaggiore) |

|            |           |  |
| Völler 54’ | Marcatori |  |

| Arbitro: | Lanese (Messina) |

|            |           |                                  |
| Gelain 78’ | Marcatori | 11’ A. Bianchi 49’ (aut.) Bordin |

| Arbitro: | Angolin (Bassano del Grappa) |

|                        |           |                      |
| Lorenzo 12’ Bonini 70’ | Marcatori | 30’, 44’ M. Agostini |

| Arbitro: | Pairetto (Torino) |

|                             |           |               |
| M. Agostini 12’, 72’ (rig.) | Marcatori | 27’ Cvetković |

| Arbitro: | Baldas (Trieste) |

|                                                                  |           |            |
| Fortunato 6’ Limido 17’ (aut.) Madonna 62’ Evair 75’, 79’ (rig.) | Marcatori | 25’ Traini |

| Arbitro: | D'Elia (Salerno) |

|                 |           |  |
| M. Agostini 48’ | Marcatori |  |

| Milano 20 maggio 1989 29ª giornata | Milan               | 0 – 0 | Cesena | Stadio Giuseppe Meazza\| Arbitro: \| Amendolia (Messina) \| |
| Arbitro:                           | Amendolia (Messina) |       |        |                                                             |

| Cesena 28 maggio 1989 30ª giornata | Cesena           | 0 – 0 | Verona | Stadio Dino Manuzzi\| Arbitro: \| Baldas (Trieste) \| |
| Arbitro:                           | Baldas (Trieste) |       |        |                                                       |

| Arbitro: | Longhi (Roma) |

|                 |           |  |
| M. Agostini 45’ | Marcatori |  |

| Lecce 11 giugno 1989 32ª giornata | Lecce             | 0 – 0 | Cesena | Stadio Via del Mare\| Arbitro: \| Pairetto (Torino) \| |
| Arbitro:                          | Pairetto (Torino) |       |        |                                                        |

| Arbitro: | Lanese (Messina) |

|                 |           |  |
| M. Agostini 78’ | Marcatori |  |

| Arbitro: | Quartuccio (Torre Annunziata) |

|                     |           |  |
| R. Mancini 48’, 75’ | Marcatori |  |

### Coppa Italia

#### Prima fase 2º girone
| Arbitro: | Luci (Firenze) |

|            |           |  |
| Traini 82’ | Marcatori |  |

| Arbitro: | Fabricatore (Roma) |

|             |           |            |
| Palanca 47’ | Marcatori | 71’ Traini |

| Arbitro: | Trentalange (Torino) |

|                                        |           |             |
| Traini 28’, 81’ (rig.) M. Agostini 88’ | Marcatori | 74’ Fratena |

| Arbitro: | Amendolia (Messina) |

|          |           |  |
| Comi 67’ | Marcatori |  |

| Arbitro: | Dal Forno (Ivrea) |

|                     |           |  |
| De Falco 63’ (rig.) | Marcatori |  |

#### Seconda fase 2º girone
| Arbitro: | Calabretta (Catanzaro) |

|                                                |           |          |
| Holmqvist 6’ Bordin 20’ Traini 54’ (rig.), 81’ | Marcatori | 65’ Aimo |

| Arbitro: | Lo Bello (Siracusa) |

|                             |           |  |
| Carannante 28’ Maradona 58’ | Marcatori |  |

| Arbitro: | Agnolin (Bassano del Grappa) |

|           |           |              |
| Leoni 38’ | Marcatori | 73’ Pasculli |

## Statistiche

### Statistiche di squadra
| Competizione | Punti | In casa | In casa | In casa | In casa | In casa | In casa | In trasferta | In trasferta | In trasferta | In trasferta | In trasferta | In trasferta | Totale | Totale | Totale | Totale | Totale | Totale | DR  |
| Competizione | Punti | G       | V       | N       | P       | Gf      | Gs      | G            | V            | N            | P            | Gf           | Gs           | G      | V      | N      | P      | Gf     | Gs     | DR  |
| ------------ | ----- | ------- | ------- | ------- | ------- | ------- | ------- | ------------ | ------------ | ------------ | ------------ | ------------ | ------------ | ------ | ------ | ------ | ------ | ------ | ------ | --- |
| Serie A      | 29    | 17      | 8       | 5       | 4       | 17      | 14      | 17           | 0            | 8            | 9            | 7            | 25           | 34     | 8      | 13     | 13     | 24     | 39     | -15 |
| Coppa Italia |       | 4       | 3       | 1       | 0       | 5       | 2       | 4            | 0            | 1            | 3            | 1            | 5            | 8      | 3      | 2      | 3      | 10     | 8      | +2  |
| Totale       | -     | 21      | 11      | 6       | 4       | 22      | 16      | 21           | 0            | 9            | 12           | 8            | 30           | 42     | 11     | 15     | 16     | 34     | 47     | -13 |

### Statistiche dei giocatori[6]
| Giocatore     | Serie A  | Serie A | Serie A     | Serie A    | Coppa Italia | Coppa Italia | Coppa Italia | Coppa Italia | Totale   | Totale | Totale      | Totale     |
| Giocatore     | Presenze | Reti    | Ammonizioni | Espulsioni | Presenze     | Reti         | Ammonizioni  | Espulsioni   | Presenze | Reti   | Ammonizioni | Espulsioni |
| ------------- | -------- | ------- | ----------- | ---------- | ------------ | ------------ | ------------ | ------------ | -------- | ------ | ----------- | ---------- |
| M. Agostini   | 32       | 11      | ?           | ?          | 8            | 1            | ?            | ?            | 40       | 12     | ?           | ?          |
| R. Aliboni    | 1        | -2      | ?           | ?          | -            | -            | -            | -            | 1        | -2     | 0+          | 0+         |
| F. Aselli     | 18       | 1       | ?           | ?          | -            | -            | -            | -            | 18       | 1      | 0+          | 0+         |
| R. Bordin     | 33       | 2       | ?           | ?          | 8            | 1            | ?            | ?            | 41       | 3      | ?           | ?          |
| F. Calcaterra | 29       | 1       | ?           | ?          | 7            | 0            | ?            | ?            | 36       | 1      | ?           | ?          |
| C. Casadei    | 1        | 0       | ?           | ?          | -            | -            | -            | -            | 1        | 0      | 0+          | 0+         |
| O. Chierico   | 20       | 0       | ?           | ?          | -            | -            | -            | -            | 20       | 0      | 0+          | 0+         |
| R. Chiti      | 30       | 0       | ?           | ?          | 3            | 0            | ?            | ?            | 33       | 0      | ?           | ?          |
| A. Cuttone    | 10       | 1       | ?           | ?          | 7            | 0            | ?            | ?            | 17       | 1      | ?           | ?          |
| A. Del Bianco | 7        | 0       | ?           | ?          | 1            | 0            | ?            | ?            | 8        | 0      | ?           | ?          |
| S. Domini     | 32       | 2       | ?           | ?          | 7            | 0            | ?            | ?            | 39       | 2      | ?           | ?          |
| G. Flamigni   | 2        | 0       | ?           | ?          | 7            | 0            | ?            | ?            | 9        | 0      | ?           | ?          |
| E. Gambaro    | -        | -       | -           | -          | 4            | 0            | ?            | ?            | 4        | 0      | 0+          | 0+         |
| E. Gelain     | 24       | 1       | ?           | ?          | -            | -            | -            | -            | 24       | 1      | 0+          | 0+         |
| H. Holmqvist  | 19       | 1       | ?           | ?          | 6            | 1            | ?            | ?            | 25       | 2      | ?           | ?          |
| D. Jozić      | 30       | 1       | ?           | ?          | 5            | 0            | ?            | ?            | 35       | 1      | ?           | ?          |
| G. Leoni      | 11       | 1       | ?           | ?          | 7            | 1            | ?            | ?            | 18       | 2      | ?           | ?          |
| B. Limido     | 25       | 1       | ?           | ?          | 8            | 0            | ?            | ?            | 33       | 1      | ?           | ?          |
| F. Masolini   | 7        | 0       | ?           | ?          | 4            | 0            | ?            | ?            | 11       | 0      | ?           | ?          |
| A. Piraccini  | 32       | 0       | ?           | ?          | 2            | 0            | ?            | ?            | 34       | 0      | ?           | ?          |
| S. Rossi      | 33       | -37     | ?           | ?          | 8            | -8           | ?            | ?            | 41       | -45    | ?           | ?          |
| G. Scugugia   | 3        | 0       | ?           | ?          | -            | -            | -            | -            | 3        | 0      | 0+          | 0+         |
| P. Traini     | 29       | 1       | ?           | ?          | 8            | 6            | ?            | ?            | 37       | 7      | ?           | ?          |
| P. Turci      | 1        | 0       | ?           | ?          | -            | -            | -            | -            | 1        | 0      | 0+          | 0+         |